# Индия (кошка)
И́ндия (англ. India, другие прозвища: Ви́лли — англ. Willie, Ки́тти — англ. Kitty; 13 июля 1990 — 4 января 2009) — чёрная кошка, принадлежавшая 43-му президенту США Джорджу Бушу-младшему и первой леди Лоре Буш. Жила в семье президента Буша почти два десятилетия.
Семья Бушей приобрела Индию, чёрную американскую короткошёрстную кошку для близнецов Барбары и Дженны Буш, когда им было по 9 лет. Когда сёстры отправились в колледж, кошка осталась с Лорой и Джорджем. Лора Буш говорила, что Индия — её любимый домашний питомец.

## В Белом доме
В январе 2001 года Индия переехала из техасского губернаторского особняка в Белый дом. Более молодого рыжего шестипалого кота Эрни (англ. Ernie), названного так в честь Эрнеста Хемингуэя, Буш с собой не взял, отправив его в Брентвуд друзьям семьи, так как Эрни царапал мебель и Буш опасался за ценную обстановку Белого дома. Индии же когти были удалены. Сравнивая Эрни и Индию, Буш говорил, что «в Эрни больше свободного духа», в то время как Индия — более спокойная кошка.
В Индии имя кошки многие посчитали оскорблением. В 2001 году активисты правящей партии БДП (Бхаратия джаната парти) митинговали у американского консульства в Мумбаи с плакатом «Мистер Президент, не делайте ошибки. Индийцы — не кошки, индийцы — львы», требуя убрать кошку с официального сайта Белого дома. Активисты националистической партии Баджранг-Дал в знак протеста назвали Джорджем Бушем щенка, проведя для этого специальную церемонию наречения имени, и призывали других также называть собак Бушем. В Калькутте члены Федерации студентов Индии митинговали перед американским консульством, демонстрируя белую кошку с табличкой «Буш». В июле 2004 года демонстранты объявили имя кошки оскорблением нации и в знак протеста сожгли перед Керальским законодательным собранием чучело Буша. Консульство США в Мумбаи оправдывалось тем, что имя «Индия», данное чёрной кошке, было образовано от «индийских чернил» (туши).
По данным официального сайта Белого дома, кошка была названа не в честь страны или туши, а в честь бейсбольного игрока Рубена Сьерра «Эль Индио», в то время, когда он играл в принадлежавшей Бушу команде «Техас Рейнджерс». Имя кошке было выбрано дочерью Буша Барбарой. Кроме имени Индия у кошки была и кличка Вилли. Представитель пресс-службы Лоры Буш на вопрос, зачем кошке нужно второе имя, отвечала что «Это Техас, здесь у всех есть прозвища. Губернатор всем дает клички, даже своей кошке». Лора Буш объясняла, что кошку зовут Вилли, так как «имя „Индия“ слишком сложно повторять».

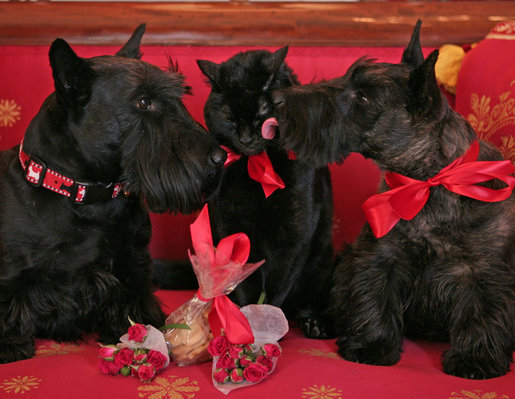
Барни, мисс Бизли и Индия в День святого Валентина в 2007 году

Несмотря на то, что Индия жила в Белом доме в президентской семье, она всё время находилась в тени более известных шотландских терьеров Барни и мисс Бизли. Хотя Индия под именем Вилли и снималась в некоторых фильмах с собакой Барни, но играла в них лишь второстепенные роли. Во время президентства Буша собаки получали значительно больше внимания прессы. Лора Буш говорила, что кошка живёт на верхнем этаже, поэтому пресса и видит её редко. Представители пресс-службы Белого дома объясняли сравнительно малое количество фотографий Индии тем, что её очень сложно поймать для фотографирования, «почти так же сложно, как Лох-Несское чудовище», и тем, что она замкнута и не любит находиться в центре внимания.

## Смерть

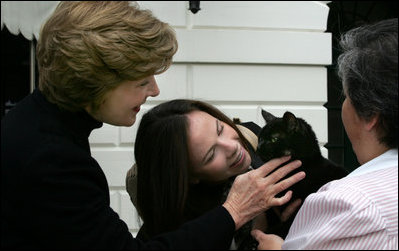
Барбара и Лора Буш прощаются с кошкой, отправляясь в Панаму в конце ноября 2008 года

Семья Буша намеревалась покинуть Белый дом вместе с домашними животными в январе 2009 года, но Индия, не успев переехать, тихо умерла в Белом Доме 4 января 2009 года в возрасте 18 лет. В заявлении к прессе пресс-секретарь Лоры Буш Салли Макдоноу отметила, что семья была глубоко огорчена смертью кошки. В пресс-релизе было сказано, что «Индия была любимым членом семьи Бушей в течение почти двух десятилетий. Её будет очень не хватать». Вскоре после смерти кошки в Белый дом въехал Барак Обама и всякое упоминание Индии в биографии Буша на официальном сайте Белого дома было убрано.

### Комментарии
1. ↑  Также называлась Виллардом (англ. Willard) в статье The Washington Post «It’s a Wrap for Barney’s Holiday Gift Архивная копия от 25 мая 2014 на Wayback Machine» и в пресс-релизе Архивная копия от 19 октября 2020 на Wayback Machine на сайте Белого дома
2. ↑  Хемингуэй был хозяином шестипалых кошек, и кошек с полидактилией иногда называют «кошками Хемингуэя» (англ. Hemingway Cats). См. OUR CATS... (англ.). Ernest Hemingway Home & Museum. Архивировано 6 апреля 2012 года., Franny Syufy. [cats.about.com/od/felinegenetics/a/polydactyl.htm The Amazing Hemingway Cats. Many-Toed Polydactyl Cats] (англ.). About.com. Архивировано 6 апреля 2012 года.
3. ↑  англ. Ernie is more of a free spirit
4. ↑  англ. Mr President, don't make a mistake. Indians are lions not cats
5. ↑  англ. It's Texas. Everybody has a nickname, […] The governor gives everybody a nickname, even his cat.
6. ↑  англ. India […] also goes by Willie because India is too hard to repeat
7. ↑  англ. Willie is elusive and far harder to capture on film (kind of like the Loch Ness monster).
8. ↑  англ. The cat is very private and avoids the limelight.
9. ↑  англ. peacefully
10. ↑  англ. India was a beloved member of the Bush family for almost two decades. She will be greatly missed.